# Egyptský chrám
| R8 | O6 | X1 · O1 |

| R8 | O6 | X1 · O1 |

| R8 | O1 · Z1 |

| R8 | O1 · Z1 |

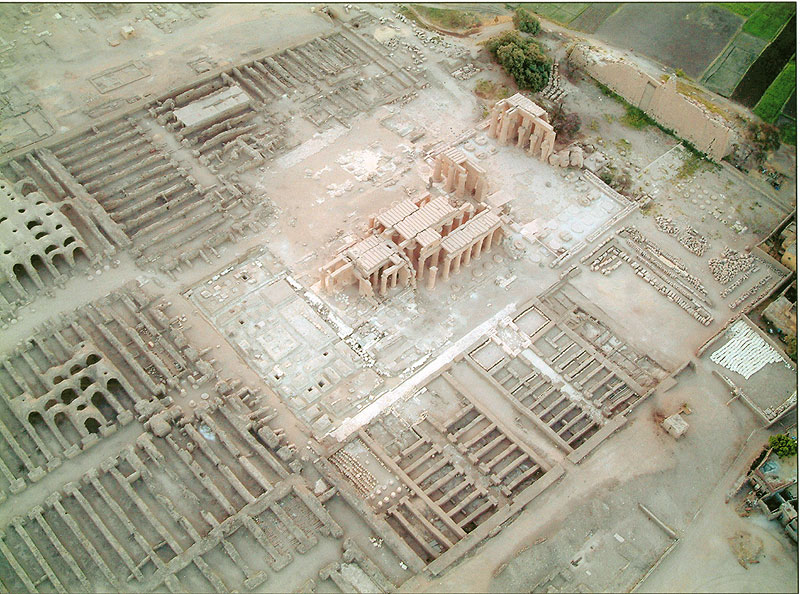
Ramesseum: vlastní kamenná chrámová stavba typu chrámu milionů let (uprostřed) je obklopena rozsáhlým komplexem cihlových hospodářských budov, příbytků kněží a dalších pozdějších staveb

Egyptský chrám je souhrnné označení pro několik různých typů staveb budovaných ve starověkém Egyptě pro potřeby náboženského kultu bohů a zemřelých panovníků tvořících zcela jedinečný typ sakrální architektury. Jednotlivé typy chrámů se v důsledku historických okolností, měnících se kultovních potřeb, povahy bohů a bohyň, kteří v nich byli uctíváni, a také v důsledku mytologického kontextu mohou značně lišit, vždy však sdílejí několik základních společných prvků.
Architektonická a ideologická podoba chrámu prošla víceméně kontinuálním vývojem, který se završil v Pozdní době koncepcí chrámu jako posvátného obrazu celého kosmu zasazeného do profánního světa. V tomto smyslu byl chápán jako „achet na zemi“ či jako „obraz nebeského achetu“. Jejím dozvukem se stala hermetická představa Egypta jako obrazu nebes a (metafyzicky pojatého) chrámu celého Univerza – „jediné země, která svým náboženstvím přivedla bohy na zemi, učitelka svatosti a zbožnosti.“
Egyptský chrám měl dva základní aspekty odlišované od sebe rozdílnými termíny, jimiž byl označován. Byl chápán především jako hut neter – „dům boha“, tj. jako místo, v němž bůh ve vlastní chrámové stavbě vybudované nejpozději od doby Nové říše vždy z kamene reálně přebývá a je v něm nepřetržitě přítomen. K tomuto rysu se vztahoval rozsáhlý a složitý každodenní chrámový rituál provozovaný kněžími. Jeho oporou bylo hospodářské zázemí chrámu, per neter – „domácnost boha“. Toto označení zahrnovalo veškerý chrámový majetek včetně statků, polností a dílen, z nichž pro potřeby kultu přicházely zásoby předkládané jako obětiny a uchovánané v rozsáhlých skladištích vybudovaných z nepálených cihel a přiléhajících k vlastnímu chrámu. Každý chrám tak byl nejen náboženským, ale i hospodářským centrem; jeho význam zpravidla souvisel s majetkem, který vlastnil.
Každý chrám se stavěl zevnitř ven. Čili začínalo se svatyní a pokračovalo se dál, takže chrám mohl být v následujících generacích dále rozšiřován a zvelebován. Příkladem tohoto může být Amonův chrám v Karnaku, který byl mnohokrát rozšiřován a sestává z mnoha pylonů, nádvoří i hypostylů.

## Typy egyptských chrámů
Typologie egyptských chrámů nebyla doposud objasněna. egyptologové na základě architektonických znaků odvozených zpravidla od účelu stavby rozeznávají (v abecedním pořadí):
- Amarnský chrám – typ chrámu budovaný výhradně za panování Amenhotepa IV./Achnatona k uctívání boha Atona. Moderní název je odvozen od současného místního jména Amarna (ve starověku Achetaton). Chrámy tohoto typu ovšem byly budovány i na jiných místech, např. ve Vesetu a v Mennoferu. Po potlačení náboženské reformy byly rozebrány a materiál z nich byl použit při rozšiřování tradičních chrámových komplexů.
- Chrám milionů let – chrám určený pro kult zemřelých panovníků v době Nové říše; koncepčně navazoval na zádušní chrámy budované jako součást staroříšských pyramidových komplexů. Zádušní kult zde ovšem splýval s kultem významných bohů.
- Mammisi – nevelký chrám budovaný jako součást větších chrámových komplexů zejména v řecko-římské době. Sloužil k uctívání narození božského dítěte, které bylo zpravidla identifikováno s panovníkem, událostí jeho nástupem na trůn a s tím spojenou mytickou obnovou království.
- Meret
- Kiosek
- Sluneční chrám – chrám určený k provozování kultu slunečního boha Rea, budovaný výhradně panovníky 5. dynastie. Podoba jejich architektonického plánu je do znančné míry analogická podobě modelu soudobých pyramidových komplexů; ostatně také funkčně a nábožensky byly chrámy spojeny s pyramidovými komplexy svých stavebníků[5] a pravděpodobně souvisely více s představou posmrtného života králů než se službou slunečnímu bohu v přítomnosti.[6] Jeho středobodem byl mohutný obelisk s oltářem na úpatí. Archeologicky jsou na mennoferské nekropoli doloženy prozatím dva chrámy tohoto typu z celkového počtu šesti, které existovaly.
- Skalní chrám
- Svatyně nože
- Údolní chrám
- Zádušní chrám

## Struktura chrámu od Nové říše

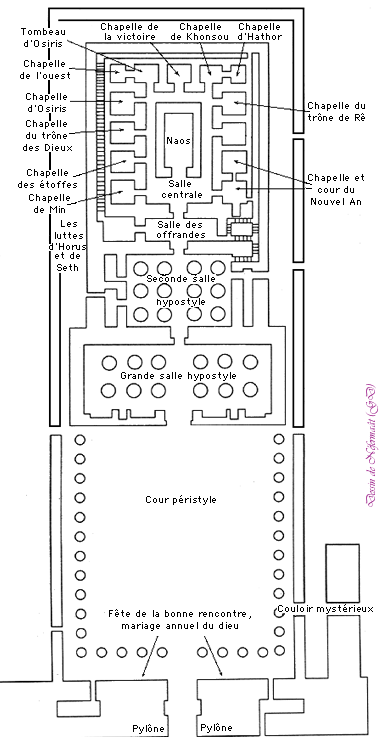
půdorys Horova chrámu v Edfu

Chrám začíná velkou kamennou vstupní bránou, pylonem, který byl ozdobený vlajkovými stožáry. Žádný z těchto stožárů se sice do současnosti nedochoval, ovšem jejich přítomnost dosvědčují výklenky, které jsou v pylonech. Pylon samotný byl tvořen dvěma lichoběžníky a proto i výklenky pro stožáry byly s rostoucí výškou mělčí až splynuly s povrchem pylonu.
Za pylonem se nacházelo nádvoří lemované řadou sloupů (v případě chrámu v Luxoru je nádvoří lemované dvojitou řadou sloupů). To bylo jako jediné z celého chrámu přístupno prostým lidem. Ti tam však měli přístup jen o svátcích a byl zde vynášen kultovní obraz.
Za nádvořím se nalézala nejméně jedna sloupová síň. Z lidí mimo chrám sem měli přístup jen vysocí úředníci. Dál už však mohli jen chrámoví kněží a faraon, který byl nejenom vládcem, ale zároveň i nejvyšším veleknězem všech bohů. V případě značně rozšiřovaných chrámů mohlo za hypostylem následovat další nádvoří a další hypostyl.
Za hypostylem se nacházela místnost s posvátnou bárkou. Ta byla postavena na vysokém podstavci a sloužila k přepravě vyobrazení božstva při procesích nebo při návštěvě boha/bohyně jiného chrámu. Pro tyto příležtostné návštěvy měly některé chrámy mezi hypostylem a sálem s bárkou místnost s obětním stolem, kde se obětovalo bohům při návštěvě chrámu jiným božstvem.
V nejzazší části chrámu stála samotná svatyně, v níž se nacházel naos, v němž byla uložena socha boha/bohyně. V některých chrámech se takovéto svatyně mohly nalézat dvě či tři, byl-li chrám zasvěcen vícero bohům. Božskému páru či dokonce triádě (božský pár + potomek). V případě zádušních chrámů bylo místo sálu s bárkou a svatyně prostor pro kultovní oběti zemřelému panovníkovi.

### Další části chrámu
Dále se v chrámu nacházely pokladnice obsahující šperky a poklady boha/bohyně a chrámové archivy. V mnoha případech bylo také možno vstoupit na střechu chrámu, kde se pak prováděla astronomická pozorování.
V chrámovém areálu se také nacházelo posvátné jezero, které sloužilo k rituálnímu omývání kněží.
Celý chrámový komplex byl obehnán vysokou zdí z nepálených sušených cihel. Z těch byly postaveny také chrámové sýpky a příbytky kněží, kteří žili přímo v chrámovém areálu. Všechny hlavní stavby chrámu však byly vystavěny z kamene.
Mnohdy býval částí chrámových komplexů i nilometr, který sloužil k měření síly záplav a tím i k předběžnému výpočtu úrody, od čehož se odvozovala i míra zdanění. Nilometry jsou patrně jedinou částí staroegyptské architektury, která si zachovala svoji funkci a používanost i dlouhá léta po pádu civilizace, která je postavila. Jejich význam zmizel až se stavbou první přehrady v Asuánu, která ukončila cyklus záplav.

## Některé významné egyptské chrámy
- Abú Simbel – dvojice skalních chrámů Ramesse II. a královny Nefertari
- Dendera – chrám bohyně Hathory
- Džeser-Džeseru – netypický zádušní chrám panovnice Hatšepsuty v Dér el-Bahrí v okruhu starověkého Vesetu. Stavitel Senenmut jej vybudovat na základě inspirace opodál stojícím chrámem Mentuhotepa II. Hatšepsutin chrám sestává ze tří uměle vybudovaných teras s dlouhými úzkými kolonádami; terasy přiléhají ke skalní stěně a jsou spojeny přístupovou rampou. Plánovanou součástí komplexu měl být i údolní chrám na břehu Nilu.[8]
- Edfu – chrám boha Hora
- Karnak a Luxor – rozsáhlý komplex boha Amona ve Vesetu
- Kom Ombo – dvojitý chrám boha Hora a Sobeka
- Philae – chrám bohyně Esety na ostrově na Nilu jižně od 1. kataraktu u Asuánu. Byl vybudován v řecko-římské době a je ukázkou klasické podoby egyptské chrámové architektury určené pro kult bohů.
- Ramesseum – zádušní chrám Ramesse II.